# ブノワ・コスティル
ブノワ・コスティル（Benoît Guy Robert Costil, 1987年7月3日 - ）は、フランス・カーン出身のサッカー選手。ポジションはゴールキーパー。

## クラブ経歴
1995年にカーンのユースに加入し、2005年8月12日にレギュラーであったヴァンサン・プラントの代役としてリーグ・ドゥのレンヌ戦に出場し、公式戦デビューを果たした。2007-08シーズンからチームはリーグ・アンで戦うことになったが、コスティルはポジションを掴むことはできず、2008-09シーズンを前に期限付き移籍でリーグ・ドゥに所属していたヴァンヌに加入した。
2009年6月17日にリーグ・ドゥに所属していたスダンが2011年6月までの契約で獲得し、所属した2シーズンでリーグ戦76試合に出場したコスティルは2010-11シーズンにはリーグ・ドゥの最優秀ゴールキーパーに選ばれた。スダンとの契約が切れ、2011年6月14日にレンヌと3年間の契約を結び、カーンに所属していた時以来となるリーグ・アン復帰を果たした。
2017年にフリーでボルドーに移籍。在籍した5シーズン正ゴールキーパーとして起用され、2017-18シーズン途中からはキャプテンを務めた。
2022年7月15日、AJオセールと1年契約を結んだ。
2023年1月26日、レオ・ジャルディンの退団で、控えGKを探していたLOSCリールと半年契約で加入することが発表された。
2023年7月1日、USサレルニターナ1919へ加入。

## 代表経歴
U-21のフランス代表の一員として、2008年に開催されたトゥーロン国際大会に出場した。
2014年11月6日にディディエ・デシャンによりアルバニア代表とスウェーデン代表との親善試合に臨むフランス代表のメンバー23人に選ばれたが、出場機会は与えられなかった。
2018年のロシアワールドカップでは予備登録メンバー11人の1人に選ばれるに留まった。

## 獲得タイトル
- リーグ・ドゥ年間最優秀チーム：2010-11
- リーグ・ドゥ年間最優秀ゴールキーパー賞：2010-11